# Lasaeola prona
Lasaeola prona là một loài nhện trong họ Theridiidae.
Loài này thuộc chi Lasaeola. Lasaeola prona được miêu tả năm 1868 bởi Menge.